# Токуґава Ієцуна
Токуґа́ва Ієцу́на (яп. 徳川 家綱, МФА: [tokugawa iet͡suna]; 7 вересня 1641 — 4 червня 1680) — 4-й сьоґун сьоґунату Едо. Правив з 1651 по 1680 рік. Син Токуґави Іеміцу, 3-ого сьоґуна сьоґунату Едо.

## Біографія
Токуґава Ієцуна народився 7 вересня 1641 року в замку Едо провінції Мусасі. Його батьком був Токуґава Ієміцу, третій сьоґун сьоґунату Едо. Матір'ю хлопця була наложниця-селянка Аокі Раку. 1644 року він пройшов церемонію повноліття й отримав ім'я Ієцуна.
1645 року імператорський двір дарував Ієцуні посаду Тимчасового старшого державного радника.
1650 року Ієцуна був проголошений спадкоємцем Токуґави Ієміцу й переїхав до Західного двору замку Едо. Наступного року, після смерті батька, у віці 11 років він зайняв посаду сьоґуна. 
Через малий вік, а згодом і слабке здоров'я Ієцуна майже не займався державними справами. Замість нього країною керувала Рада старійшин у складі Хосіни Масаюкі, Сакай Тадакацу та Мацудайри Нобуцуни. Вони завершили реформи державного апарату, започатковані Токуґавою Ієміцу. За часів правління Ієцуни в країні панувала стабільність і спокій. 
Ієцуна був одружений із Асамією Акіко, донькою Імператорського принца Фусімія Садакійо. Проте дітей у їхньому шлюбі не було.
4 червня 1680 Токуґава Ієцуна помер у віці 40 років. Його поховали в монастирі Тоейдзан.